# Cuco Martina
Rhu-endly Aurelio Jean-Carlo 'Cuco' Martina (Rotterdam, 25 september 1989) is een Nederlands-Curaçaos voetballer die doorgaans als verdediger speelt.

## Clubcarrière
Martina stond van 2008 tot 2011 onder contract bij RBC Roosendaal. Hij speelde 68 wedstrijden voor deze club en scoorde daarin twee keer. Nadat RBC failliet ging, bood RKC Waalwijk hem de kans om een contract af te dwingen. In juli 2011 tekende hij een contract voor drie jaar bij RKC. Voor RKC speelde hij 57 wedstrijden waarin hij één keer trefzeker was.
Martina tekende in juli 2013 een driejarig contract bij FC Twente, met een optie voor nog een vierde seizoen. Hij tekende op 7 juli 2015 een tweejarig contract bij Southampton. Na afloop van zijn contract daar tekende hij in juli 2017 een contract tot medio 2020 bij Everton. Daar kwam hij opnieuw te spelen onder trainer Ronald Koeman, die hem eerder ook van Twente naar Southampton haalde. The Toffees verhuren Martina vervolgens aan Stoke City en Feyenoord. Medio 2020 liep zijn contract bij Everton af.

## Clubstatistieken

### Beloften
| Seizoen         | Club             | Competitie                        | Competitie | Competitie |
| Seizoen         | Club             | Competitie                        | Wed.       | Dlp.       |
| --------------- | ---------------- | --------------------------------- | ---------- | ---------- |
| 2014/15         | Jong FC Twente   | Eerste divisie                    | 11         | 0          |
| Club totaal     | Club totaal      | Club totaal                       | 11         | 0          |
| 2015/16         | Southampton -23  | Premier League onder 23 divisie 1 | 1          | 0          |
| 2016/17         | Southampton -23  | Premier League onder 23 divisie 1 | 2          | 0          |
| Club totaal     | Club totaal      | Club totaal                       | 3          | 0          |
| 2018/19         | → Stoke City -23 | Premier League onder 23 divisie 2 | 1          | 0          |
| Club totaal     | Club totaal      | Club totaal                       | 1          | 0          |
| 2019/20         | → Everton -23    | Premier League onder 23 divisie 1 | 1          | 0          |
| Club totaal     | Club totaal      | Club totaal                       | 1          | 0          |
| Carrière totaal | Carrière totaal  | Carrière totaal                   | 16         | 0          |

Bijgewerkt t/m 18 augustus 2019.

### Senioren
| Seizoen         | Club            | Competitie      | Competitie | Competitie | Beker | Beker | Internationaal | Internationaal | Overig | Overig | Totaal | Totaal |
| Seizoen         | Club            | Competitie      | Wed.       | Dlp.       | Wed.  | Dlp.  | Wed.           | Dlp.           | Wed.   | Dlp.   | Wed.   | Dlp.   |
| --------------- | --------------- | --------------- | ---------- | ---------- | ----- | ----- | -------------- | -------------- | ------ | ------ | ------ | ------ |
| 2008/09         | RBC Roosendaal  | Eerste divisie  | 13         | 0          | 0     | 0     | 0              | 0              | 0      | 0      | 13     | 0      |
| 2009/10         | RBC Roosendaal  | Eerste divisie  | 23         | 1          | 1     | 0     | 0              | 0              | 0      | 0      | 24     | 1      |
| 2010/11         | RBC Roosendaal  | Eerste divisie  | 32         | 1          | 0     | 0     | 0              | 0              | 0      | 0      | 32     | 1      |
| 2011/12         | RKC Waalwijk    | Eredivisie      | 19         | 0          | 0     | 0     | 0              | 0              | 4      | 0      | 23     | 0      |
| 2012/13         | RKC Waalwijk    | Eredivisie      | 34         | 1          | 2     | 0     | 0              | 0              | 0      | 0      | 36     | 1      |
| 2013/14         | FC Twente       | Eredivisie      | 16         | 1          | 1     | 0     | 0              | 0              | 0      | 0      | 17     | 1      |
| 2014/15         | FC Twente       | Eredivisie      | 32         | 0          | 5     | 0     | 2              | 0              | 0      | 0      | 39     | 0      |
| 2015/16         | Southampton     | Premier League  | 15         | 1          | 1     | 0     | 2              | 0              | 0      | 0      | 18     | 1      |
| 2016/17         | Southampton     | Premier League  | 9          | 0          | 4     | 0     | 5              | 0              | 0      | 0      | 18     | 0      |
| 2017/18         | Everton         | Premier League  | 21         | 0          | 1     | 0     | 6              | 0              | 0      | 0      | 28     | 0      |
| 2018/19         | → Stoke City    | Championship    | 17         | 0          | 1     | 0     | 0              | 0              | 0      | 0      | 18     | 0      |
| 2018/19         | → Feyenoord     | Eredivisie      | 11         | 0          | 1     | 0     | 0              | 0              | 0      | 0      | 12     | 0      |
| 2019/20         | Everton         | Premier League  | 0          | 0          | 0     | 0     | 0              | 0              | 0      | 0      | 0      | 0      |
| Carrière totaal | Carrière totaal | Carrière totaal | 242        | 5          | 17    | 0     | 15             | 0              | 4      | 0      | 278    | 5      |

Bijgewerkt tot en met 6 juli 2019.

## Interlandcarrière
Trainer Manuel Bilches selecteerde Martina in september 2011 voor het eerst voor het nationale elftal van Curaçao. Daarmee won hij op 25 juni 2017 de finale van de Caribbean Cup 2017 door Jamaica met 2–1 te verslaan. Ook nam hij deel aan de CONCACAF Gold Cup 2017. Hij werd verkozen in het CONCACAF team van het jaar 2018.
| Interlands van Cuco Martina voor Curaçao   | Interlands van Cuco Martina voor Curaçao | Interlands van Cuco Martina voor Curaçao | Interlands van Cuco Martina voor Curaçao | Interlands van Cuco Martina voor Curaçao | Interlands van Cuco Martina voor Curaçao | Interlands van Cuco Martina voor Curaçao |
| №                                          | Datum                                    | Wedstrijd                                | Uitslag                                  | Competitie                               | Goals                                    |                                          |
| Als speler bij RKC Waalwijk                | Als speler bij RKC Waalwijk              | Als speler bij RKC Waalwijk              | Als speler bij RKC Waalwijk              | Als speler bij RKC Waalwijk              | Als speler bij RKC Waalwijk              |                                          |
| ------------------------------------------ | ---------------------------------------- | ---------------------------------------- | ---------------------------------------- | ---------------------------------------- | ---------------------------------------- | ---------------------------------------- |
| 1.                                         | 19 augustus 2011                         | Dominicaanse Republiek – Curaçao         | 1 – 0                                    | Vriendschappelijk                        |                                          |                                          |
| 2.                                         | 21 augustus 2011                         | Dominicaanse Republiek – Curaçao         | 1 – 0                                    | Vriendschappelijk                        |                                          |                                          |
| 3.                                         | 2 september 2011                         | Antigua en Barbuda – Curaçao             | 5 – 2                                    | Kwalificatie WK 2014                     |                                          |                                          |
| 4.                                         | 6 september 2011                         | Curaçao – Haïti                          | 2 – 4                                    | Kwalificatie WK 2014                     |                                          |                                          |
| 5.                                         | 7 oktober 2011                           | Curaçao – Antigua en Barbuda             | 0 – 1                                    | Kwalificatie WK 2014                     |                                          |                                          |
| 6.                                         | 11 oktober 2011                          | Haïti – Curaçao                          | 2 – 2                                    | Kwalificatie WK 2014                     |                                          |                                          |
| 7.                                         | 11 november 2011                         | Amerikaanse Maagdeneilanden – Curaçao    | 0 – 3                                    | Kwalificatie WK 2014                     |                                          |                                          |
| 8.                                         | 15 november 2011                         | Curaçao – Amerikaanse Maagdeneilanden    | 6 – 1                                    | Kwalificatie WK 2014                     |                                          |                                          |
| Als speler bij FC Twente                   |                                          |                                          |                                          |                                          |                                          |                                          |
| 9.                                         | 14 november 2013                         | Curaçao – Aruba                          | 2 – 0                                    | ABCS-toernooi 2013                       |                                          |                                          |
| 10.                                        | 16 november 2013                         | Curaçao – Suriname                       | 1 – 3                                    | ABCS-toernooi 2013                       |                                          |                                          |
| 11.                                        | 3 september 2014                         | Puerto Rico – Curaçao                    | 2 – 2                                    | Kwalificatie Carribean Cup 2014          |                                          |                                          |
| 12.                                        | 5 september 2014                         | Curaçao – Grenada                        | 2 – 1                                    | Kwalificatie Carribean Cup 2014          |                                          |                                          |
| 13.                                        | 7 september 2014                         | Frans-Guyana – Curaçao                   | 0 – 0                                    | Kwalificatie Carribean Cup 2014          |                                          |                                          |
| 14.                                        | 11 november 2014                         | Curaçao – Trinidad en Tobago             | 2 – 3                                    | Caribbean Cup 2014                       |                                          |                                          |
| 15.                                        | 13 november 2014                         | Curaçao – Cuba                           | 2 – 3                                    | Caribbean Cup 2014                       |                                          |                                          |
| 16.                                        | 15 november 2014                         | Frans-Guyana – Curaçao                   | 4 – 1                                    | Caribbean Cup 2014                       |                                          |                                          |
| 17.                                        | 27 maart 2015                            | Curaçao – Montserrat                     | 2 – 1                                    | Kwalificatie WK 2018                     |                                          |                                          |
| 18.                                        | 31 maart 2015                            | Montserrat – Curaçao                     | 2 – 2                                    | Kwalificatie WK 2018                     |                                          |                                          |
| (19.)*                                     | 5 juni 2015                              | Curaçao – Trinidad en Tobago             | 1 – 0                                    | Vriendschappelijk                        |                                          |                                          |
| 19.                                        | 10 juni 2015                             | Curaçao – Cuba                           | 0 – 0                                    | Kwalificatie WK 2018                     |                                          |                                          |
| 20.                                        | 14 juni 2015                             | Cuba – Curaçao                           | 1 – 1                                    | Kwalificatie WK 2018                     |                                          |                                          |
| Als speler bij Southampton                 |                                          |                                          |                                          |                                          |                                          |                                          |
| 21.                                        | 4 september 2015                         | Curaçao – El Salvador                    | 0 – 1                                    | Kwalificatie WK 2018                     |                                          |                                          |
| 22.                                        | 8 september 2015                         | El Salvador – Curaçao                    | 1 – 0                                    | Kwalificatie WK 2018                     |                                          |                                          |
| 23.                                        | 23 maart 2016                            | Barbados – Curaçao                       | 1 – 0                                    | Kwalificatie Caribbean Cup 2017          |                                          |                                          |
| 24.                                        | 27 maart 2016                            | Curaçao – Dominicaanse Republiek         | 2 – 1                                    | Kwalificatie Caribbean Cup 2017          |                                          |                                          |
| 25.                                        | 1 juni 2016                              | Frans-Guyana – Curaçao                   | 2 – 5                                    | Kwalificatie Caribbean Cup 2017          |                                          |                                          |
| 26.                                        | 7 juni 2016                              | Curaçao – Amerikaanse Maagdeneilanden    | 7 – 0                                    | Kwalificatie Caribbean Cup 2017          |                                          |                                          |
| (27.)*                                     | 23 maart 2017                            | Curaçao – El Salvador                    | 1 – 1                                    | Vriendschappelijk                        |                                          |                                          |
| 27.                                        | 13 juni 2017                             | Canada – Curaçao                         | 2 – 1                                    | Vriendschappelijk                        |                                          |                                          |
| 28.                                        | 17 juni 2017                             | Curaçao – Nicaragua                      | 0 – 0                                    | Vriendschappelijk                        |                                          |                                          |
| 29.                                        | 22 juni 2017                             | Curaçao – Martinique                     | 2 – 1                                    | Caribbean Cup 2017                       |                                          |                                          |
| 30.                                        | 25 juni 2017                             | Jamaica – Curaçao                        | 1 – 2                                    | Caribbean Cup 2017                       |                                          |                                          |
| 31.                                        | 9 juli 2017                              | Curaçao – Jamaica                        | 1 – 2                                    | CONCACAF Gold Cup 2017                   |                                          |                                          |
| Als speler bij Everton                     |                                          |                                          |                                          |                                          |                                          |                                          |
| 32.                                        | 10 oktober 2017                          | Qatar – Curaçao                          | 1 – 2                                    | Vriendschappelijk                        |                                          |                                          |
| 33.                                        | 23 maart 2018                            | Curaçao – Bolivia                        | 1 – 1                                    | Vriendschappelijk                        |                                          |                                          |
| 34.                                        | 26 maart 2018                            | Curaçao – Bolivia                        | 1 – 0                                    | Vriendschappelijk                        |                                          |                                          |
| Als speler bij Stoke City                  |                                          |                                          |                                          |                                          |                                          |                                          |
| 35.                                        | 10 september 2018                        | Curaçao – Grenada                        | 10 – 0                                   | Kwalificatie Nations League              | 19'                                      |                                          |
| 36.                                        | 12 oktober 2018                          | Amerikaanse Maagdeneilanden – Curaçao    | 0 – 5                                    | Kwalificatie Nations League              |                                          |                                          |
| 37.                                        | 19 november 2018                         | Curaçao – Guadeloupe                     | 6 – 0                                    | Kwalificatie Nations League              |                                          |                                          |
| Als speler bij Feyenoord                   |                                          |                                          |                                          |                                          |                                          |                                          |
| 38.                                        | 23 maart 2019                            | Antigua en Barbuda – Curaçao             | 2 – 1                                    | Kwalificatie Nations League              |                                          |                                          |
| 39.                                        | 5 juni 2019                              | India – Curaçao                          | 1 – 3                                    | King's Cup 2019                          |                                          |                                          |
| 40.                                        | 8 juni 2019                              | Vietnam – Curaçao                        | 1 – 1 (4 – 5 ns)                         | King's Cup 2019                          |                                          |                                          |
| 41.                                        | 17 juni 2019                             | Curaçao – El Salvador                    | 0 – 1                                    | CONCACAF Gold Cup 2019                   |                                          |                                          |
| 42.                                        | 21 juni 2019                             | Honduras – Curaçao                       | 0 – 1                                    | CONCACAF Gold Cup 2019                   |                                          |                                          |
| 43.                                        | 25 juni 2019                             | Jamaica – Curaçao                        | 1 – 1                                    | CONCACAF Gold Cup 2019                   |                                          |                                          |
| 44.                                        | 30 juni 2019                             | Verenigde Staten – Curaçao               | 1 – 0                                    | CONCACAF Gold Cup 2019                   |                                          |                                          |
| * Werd niet erkend als officiële interland |                                          |                                          |                                          |                                          |                                          |                                          |

Bijgewerkt tot en met 30 juni 2019.

## Erelijst
| Competitie    | Winnaar | Winnaar | Runner-up | Runner-up | Derde   | Derde   |
| Competitie    | Aantal  | Jaren   | Aantal    | Jaren     | Aantal  | Jaren   |
| Curaçao       | Curaçao | Curaçao | Curaçao   | Curaçao   | Curaçao | Curaçao |
| ------------- | ------- | ------- | --------- | --------- | ------- | ------- |
| Caribbean Cup | 1x      | 2017    |           |           |         |         |
| King's Cup    | 1x      | 2019    |           |           |         |         |